# Lubrín
Lubrín là một đô thị thuộc tỉnh Almería, ở cộng đồng tự trị Andalusia, Tây Ban Nha. Đô thị này có diện tích 138 km², dân số năm 2020 là 1449 người.

## Biến động dân số
| 1999  | 2000  | 2001  | 2002  | 2003  | 2004  | 2005  |
| ----- | ----- | ----- | ----- | ----- | ----- | ----- |
| 1,771 | 1,707 | 1,673 | 1,635 | 1,636 | 1,667 | 1,670 |

Nguồn: INE (Tây Ban Nha)